# 白脾髓
白髓，亦作白脾髓，是脾臟的一部份，與紅脾髓一起構成脾臟的主要部份。白脾髓由馬耳皮基氏脾小結及馬耳皮基氏小體等腺體組織構成，外貌呈球型，包裹着小動脈。它的主要功能则为对抗外来微生物及感染。這些組織的大小不一，其直經從0.25毫米到1毫米。

## 參看
- 脾臟
- 淋巴結
- 紅脾髓
- 脾边缘区

## 外部連結
- Histology image: 07703loa – 波士顿大学的组织学学习系统
- eMedicine Dictionary上的White+pulp

本條目包含來自屬於公共領域版本的《格雷氏解剖學》之內容，而其中有些資訊可能已經過時。